# Selenia Orzella
Selenia Orzella (Taranto, 3 dicembre 1984) è una ballerina, conduttrice televisiva, giornalista e attrice italiana.

## Biografia
Figlia di Lello Orzella, giornalista e conduttore televisivo, ha un fratello minore, Nicolas. Si diploma all'Accademia nazionale di danza di Roma, studia recitazione con Beatrice Bracco e prende parte come ballerina a diversi programmi televisivi, tournée teatrali e videoclip.
Nel 2013 diventa il volto del canale iLIKE.TV dove conduce diversi programmi TV tra i quali #SenzaRete, #iLikeSanremo, MusicTag e Most popular.
Dal 2016 al 2019 è inviata dei programmi TV Nemo - Nessuno escluso e Popolo sovrano, in onda su Rai 2 e nell'estate 2019 entra a far parte della squadra del programma La vita in diretta.
Dal 2021 lavora come inviata nel programma Oggi è un altro giorno, in onda tutti i giorni su Rai 1.

## Televisione
- Oggi è un altro giorno – Inviata Rai 1 (2022)
- La vita in diretta Estate – Inviata Rai 1 (2021)
- Oggi è un altro giorno – Inviata Rai 1 (2021)
- Tu non sai chi sono io – Autrice RaiPlay (2020)
- La vita in diretta – Inviata Rai 1 (2019 - 2020)
- Popolo sovrano – Inviata Rai 2 (2019)
- Nemo - Nessuno escluso – Inviata Rai 2 (2016-2019)

- Most popular (2014) ILIKE.TV – Conduttrice con Andrea Dianetti
- Music Tag (2014) ILIKE.TV  – Conduttrice
- #iLikeSanremo (2014) ILIKE.TV  – Conduttrice
- #SenzaRete (2013) ILIKE.TV  – Conduttrice

- Rex – Serie TV – Episodio: Una promessa dal passato, regia di Andrea Costantini
- Grandi domani, regia di Vincenzo Terracciano

## Web TV
- Music Box (2015-2016) – Conduttrice

## Cinema
- Marpiccolo, regia di Alessandro Di Robilant (2009)
- Loro chi?, regia di Francesco Miccichè, Fabio Bonifacci (2015)

## Videoclip
- Beautiful Disaster, regia di Mauro Russo
- Semplicemente degli Zero Assoluto regia di Cosimo Alemà

## Libri
- Mi manca l'aria, Reggio Emilia, Aliberti, 2011, ISBN 978-88-7424-647-2.